# Tapau
Tapau is een bestuurslaag in het regentschap Natuna van de provincie Riau-archipel, Indonesië. Tapau telt 819 inwoners (volkstelling 2010).